# Süsel
Süsel er en by og kommune i det nordlige Tyskland i Kreis Østholsten i delstaten Slesvig-Holsten.

## Geografi
Kommunen grænser mod nord til Eutin, mod nordøst til Kasseedorf, mod øst til Altenkrempe og Sierksdorf, mod syd til Scharbeutz, mod sydvest til Ahrensbök og mod nordvest til Bosau.
Ud over Süsel i den sydøstlige del af kommunen, hvor også de fleste af indbyggerne bor, er der 14 landsbyer i kommunen: Barkau, Bockholt, Bujendorf, Ekelsdorf, Fassensdorf, Gömnitz, Gothendorf, Groß Meinsdorf, Kesdorf, Middelburg, Ottendorf, Röbel, Woltersmühlen og Zarnekau.